# Kafia Kingi
Kafia Kingi (arab írással كافيا كنجي), más neveken Hofrat el-Nahas vagy Dar Fertit, egy 12 500 km2-es, néhány ezer lakosú vitatott státuszú terület Szudán, Dél-Szudán és a Közép-afrikai Köztársaság közé ékelődve, amely jogilag Dél-Szudán része, azonban gyakorlatilag Szudán fennhatósága alatt van. Nagyobb települések nincsenek a területén; az egykori Kafia Kingi vásárvárost a britek 1930-ban elpusztították. Az, hogy Szudán és Dél-Szudán is igényt tart rá (természeti kincsei és katonai szempontból fontos pozíciója miatt), feszültségek forrása a két ország között, különösen a régóta tartó dárfúri konfliktus kapcsán, amely a szomszédos régiókra is átterjedt.
Vitatott státusza annak tudható be, hogy 1956-ban, Szudán függetlenedésekor az ország déli részének közigazgatásába esett, 1960-ban viszont az északi részhez csatolták. A 2005-ös békemegállapodás az 1956-os észak-dél határok visszaállítását szorgalmazta, így Kafia Kingi jogilag a 2011-ben megalakult Dél-Szudán része (Nyugat Bahr el-Ghazal tartomány, Raga megye). Azonban Szudán továbbra is az 1960-as határokat tartja szem előtt és Dzsanúb Dárfúr (Dél-Dárfúr) tartományába sorolja.

## Története
A brit gyarmatosítás előtt a Dárfúri Szultánság déli határa nem volt egyértelműen kijelölve, a terület lakói az állami struktúrákon kívül éltek, bár a Kafia Kingi területén levő rézbányákra a szultánság igényt tartott. A 19. században a rabszolga-kereskedők megjelenése Kafia Kingi (és az egész Bahr el-Ghazal tartomány) elnéptelenedését vonta maga után, azonban az ez után következő európai hódítás eredményeként számos ember menekült ide a háborúk elől (huszadik századi tanulmányok szerint a vidék lakossága az egyik legváltozatosabb nyelvi összetételű volt a későbbi Szudán területén, közvetítő nyelvként pedig az arabot használták). Az angol-egyiptomi uralom alatt a britek kitelepítették a mocsaras, erdős Kafia Kingi lakosságát, hogy egy új helyre letelepítve megadóztatható alattvalók legyenek; az ott található Kafia Kingi várost 1930-ban elpusztították. A britek ezen felül nagy mértékben korlátozták a migrációt és a kereskedelmet Szudán északi és déli része között az iszlám térnyerésének megállítása érdekében; ennek következtében alakult ki a két országrész közötti kulturális és fejlődésbeli különbség, amely 1960-tól több polgárháború kirobbantója volt, elmélyítve a törésvonalakat Szudán peremvidékein.
Szudán 1956-os függetlenedésekor Kafia Kingi a déli részbe tartozó Bahr al-Ghazal tartományba esett, mivel a határt az Umbelacha folyó mentén jelölték ki. 1960-ban a kormány valószínűleg adminisztratív okok miatt az észak-dél közigazgatási határt délebbre tolta, a Rikki folyót követve, így Kafia Kingi Dárfúr tartomány része lett. Ez volt a legnagyobb terület, amely ekkor a déli közigazgatásból az északiba került. 1972-ben és 1983-ban is szóba került a kezdeti határok visszaállítása és Kafia Kingi visszatérése a déli részbe, azonban ez egyik alkalommal sem valósult meg. 1982-ben a terület nagy részét UNESCO bioszféra-rezervátummá nyilvánították Radom Nemzeti Park néven, amely a vidék még nagyobb elszigeteltségéhez vezetett (megtiltották a mezőgazdasági gépek használatát, vadászatot, halászatot). Ezután következett a második szudáni polgárháború, az azt lezáró 2005-ös békemegállapodás (Naivasha-egyezmény) pedig az 1956-os határokhoz való visszatérést szorgalmazta, azonban a kormány nem értett egyet ezzel, így az ország kettészakadása után a tulajdonjog még mindig vitatott.

## Leírása
Növényzete erdős szavanna, főként mahagóni, teak és shea fákkal. Az évi csapadékmennyiség 1000 mm. A klímaváltozás hatására a terület egyre szárazabb lesz, a 20. század közepén még állandó vízfolyások a 21. századra szezonálisakká váltak.
Népességét 5 és 15 ezer közöttire teszik, akik főként a háborúk és az aszály miatt vándoroltak ide. Az elszigetelt, veszélyes vidéken igen nehéz a megélhetés: a cecelégy miatt a szarvasmarha-tartás nem lehetséges, így az emberek elsősorban vadászattal foglalkoznak. Ez drasztikusan lecsökkentette Kafia Kingi faunáját, annak ellenére hogy a terület nagy részét 1982-ben bioszféra-rezervátummá nyilvánították. Számos embert érint a folyami vakság; 1995-ös adatok szerint Raga megyében (amelynek Kafia Kingi is része) volt a világon az egyik legmagasabb vakság-arány. A réz- és aranybányászat, bár kis mértékben, de a 21. században is folyik.